# بحيرة جريت سليف
بحيرة جريت سليف (بالإنجليزية: Great Slave Lake) (بالفرنسية: Grand lac des Esclaves)‏ هي ثاني أكبر بحيرة في مقاطعة الأقاليم الشمالية الغربية في كندا (بعد بحيرة الدب العظيم)، كما أنها أكثر البحيرات عمقًا في أمريكا الشمالية بعمق يبلغ 614 متر (336 قامة؛ 2,014 قدم), فضلاً عن أنها تاسع أكبر البحيرات حجمًا في العالم. ويبلغ طولها 480 كـم (300 ميل) وعرضها 19 إلى 109 كـم (12 إلى 68 ميل). وتغطي مساحة تبلغ 27,200 كـم2 (10,502 ميل2) في الجزء الجنوبي من المقاطعة. ويتراوح حجمها من 1,070 كـم3 (260 ميل3) إلى 1,580 كـم3 (380 ميل3) وقد يصل حتى 2,088 كـم3 (501 ميل3) مما يجعلها في المرتبة العاشرة أو الثانية عشرة بين أكبر البحيرات حجمًا.
وتأخذ البحيرة اسمها من سلافي وهي الأمم الأولى (كندا) التي سكنت المنطقة. وتتضمن المدن التي تقع على شواطئ البحيرة: يلونايف ونهر هاي وبيهتشوكو وفورت ريزولوشن ولوتسيلك وكذلك محمية نهر هاي وديتاه وإن ديلو. وتعد لوتسيلك المجتمع الوحيد في الذراع الشرقي، وهي قرية صغيرة تضم حوالي 350 شخصًا، أغلبهم من تشيبويان (Chipewyan) وهي الشعوب الأصلية لدولة دين (Dene) والمخيم الشتوي المهجور حاليًا/شركة خليج هدسون وفورت ريلاينس.

## تاريخ المنطقة
كانت شعوب أمريكا الشمالية الأصلية هي أول من عمر المنطقة حول البحيرة، إذ قاموا ببناء مجتمعات من بينها ديتاه، التي ما تزال قائمة حتى اليوم. وقد كان البريطاني وتاجر الفراء صامويل هيرن هو أو من اكتشف المنطقة عام 1771 حيث عبر البحيرة المتجمدة، التي أطلق عليها مبدئيًا اسم بحيرة أثابوسكو (Lake Athapuscow) (تيمنًا بالنطق الخطأ لمتحدث فرنسي لكلمة أثاباسكا (Athabaska)). وفي الفترة بين 1897-1898، سافر ساكن الحدود الأمريكي تشارلز "بافلو" جونز (Charles "Buffalo" Jones) إلى الدائرة القطبية الشمالية، حيث قضت مجموعته فصل الشتاء في المقصورة التي قاموا ببنائها قرب بحيرة جريت سليف. وعن مفاخره هو ومجموعته التي تحكي عن إطلاقهم النار على مجموعة ذئاب جائعة وإبعادها بالقرب من بحيرة جريت سليف فقد أكدها عام 1907 إيرنست تومسون سيتون (Ernest Thompson Seton) وإدوارد ألكسندر بريبل (Edward Alexander Preble) عندما اكتشفا بقايا الحيوانات بالقرب من المقصورة المهجورة منذ زمن طويل.
وفي ثلاثينيات القرن العشرين، تم اكتشاف الـذهب هناك، وهو ما أدى إلى إنشاء يلونايف، والتي سوف تصبح عاصمة لمقاطعة الأقاليم الشمالية الغربية (NWT). وفي عام 1967، شُيد طريق سريع حول البحيرة صالح لكل المواسم، وهو في الأصل امتداد لطريق ماكنزي السريع ولكنه يعرف الآن باسم طريق يلونايف السريع أو الطريق السريع 3. وفي 24 يناير 1978، سقط قمر صناعي سوفيتي لاستطلاع المحيطات بالرادار، واسمه كوزموس 954 (Kosmos 954)، والذي كان قد تم بناءه بالاستعانة بمفاعل نووي من مداره، وتفكك. سقطت أجزاء من القلب النووي في محيط بحيرة جريت سليف. تم العثور على 90% من الحطام النووي بواسطة مجموعة أطلق عليها عملية ضوء الصباح (Operation Morning Light) وتشكلت من أعضاء أمريكيين وكنديين.

## الجغرافيا والتاريخ الطبيعي

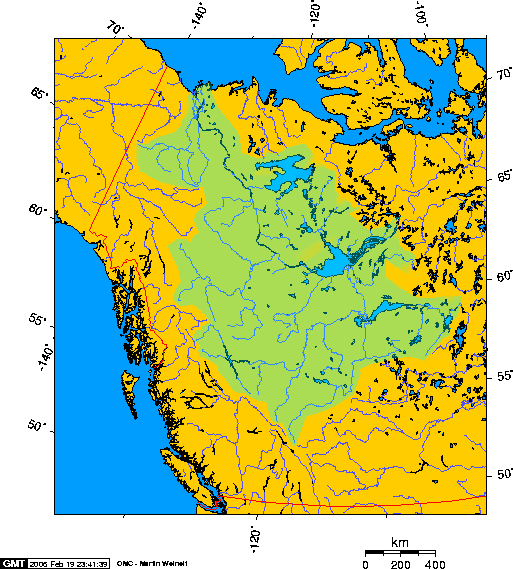
نهر ماكنزي حوض صرف يُظهر موقع بحيرة جريت سليف في القطب الشمالي الغربي

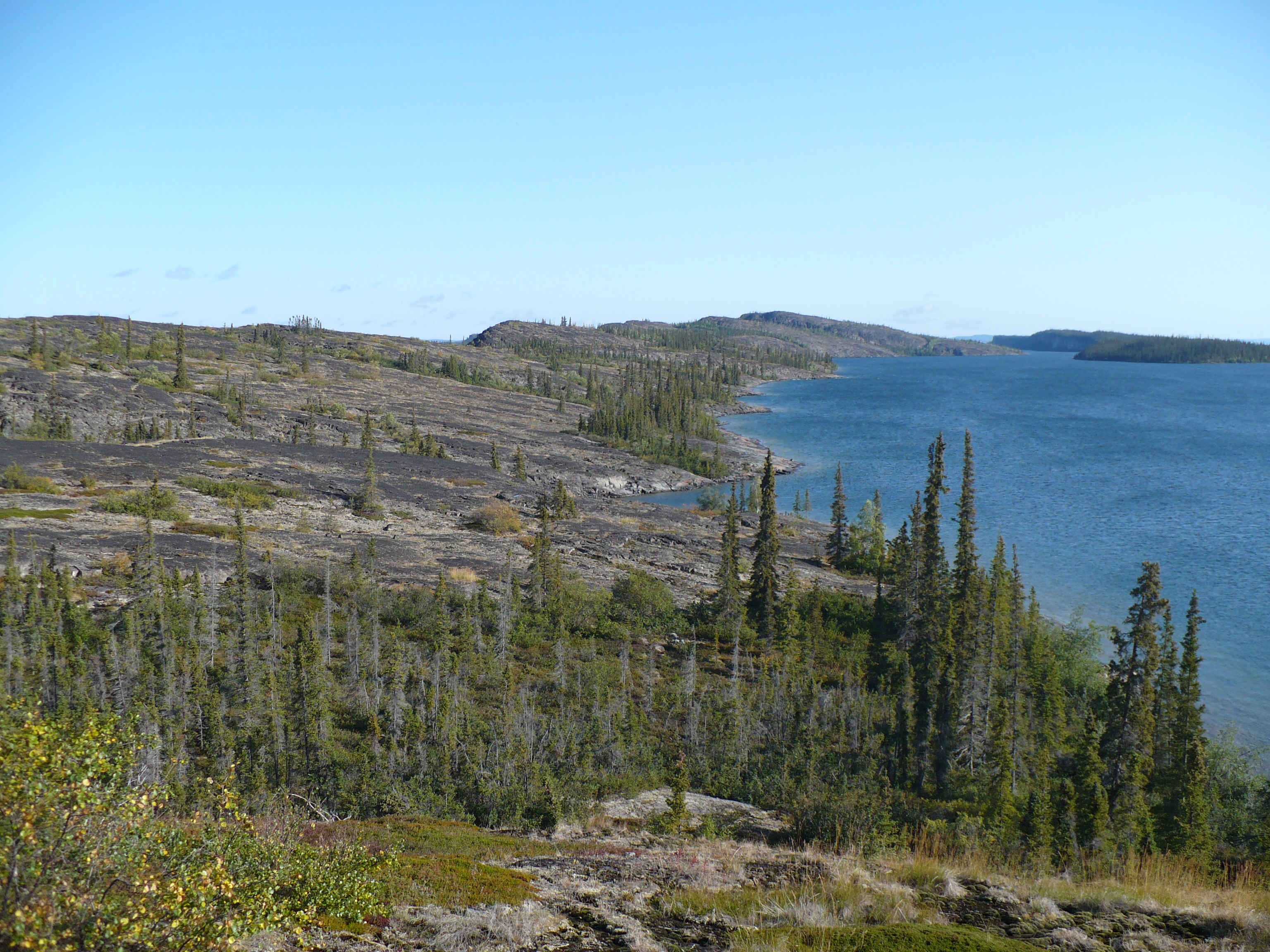
الذراع الشرقي لبحيرة جريت سليف

تعد أنهار هاي، وسليف ونهر تالتسون (Taltson) الروافد الرئيسية لها. حيث يتصرف في نهر ماكينزي. وعلى الرغم من انتشار الغابات على الشاطئ الغربي، فإن الشاطئ الشرقي، والذراع الشمالي يشبهان غابات الـتندرا. تصل الشواطئ الجنوبية والشرقية إلى حافة الدرع الكندي. فبالإضافة إلى بحيرات أخرى، مثل الدب العظيم وأثاباسكا، فإن البحيرة هي جزء من بقايا بحيرة ماكونيل الجليدية.
يمتلئ الذراع الشرقي لبحيرة جريت سليف بالجزر، وتقع هذه المنطقة داخل حدود حديقة ثايدن نين الوطنية (Thaydene Nene National Park). تفصل شبه جزيرة بيثي (Pethei) الذراع الشرقي إلى خليج ماكليود (McLeod) في الشمال، وخليج كريستي (Christie) في الجنوب. وتتجمد البحيرة، جزئيًا على الأقل، خلال متوسط ثمانية أشهر في العام. وخلال الشتاء، يصبح الثلج كثيفًا بما يكفي حتى تمر عليه شاحنة بنصف مقطورة باستخدام الطرق الجليدية. وحتى عام 1967، عندما تم بناء الطريق السريع الصالح لكل المواسم حول البحيرة، كان يتم نقل البضائع فوق الجليد إلى يلونايف، الواقعة في الشاطئ الشمالي. وما تزال البضائع والوقود تنقل عبر البحيرة المتجمدة لتعبر طريق الشتاء إلى مناجم الذهب التي تقع بالقرب من روافد نهر كوبرماين (Coppermine River) نهر منجم النحاس، الأقاليم الشمالية الغربية. وللوصول إلى يلونايف عند عدم تكون طبقة سميكة من الجليد بامتداد الطريق السريع 3، يجب استقلال عبارة تمر خلال نهر ماكنزي. وتعمل العبارات عادة من منتصف مايو وحتى يناير مع وجود فترة تمتد من ثلاثة إلى أربعة أسابيع (من منتصف إبريل وحتى منتصف مايو) بين إغلاق الطريق الجليدي وبدأ خدمة النقل بالعبّارة. وعلى الرغم من ذلك، ومع الإتمام المتوقع لجسر ده تشو (Deh Cho) عبر نهر ماكنزي عام 2012، فمن المتوقع أن تنتهي الحاجة إلى استخدام العبارات.
ويشكل الجزء الرئيسي الغربي من البحيرة تجويفًا عميقًا نسبيًا تبلغ مساحة سطحه 18,500 كـم2 (7,100 ميل2) وحجمه 596 كـم3 (143 ميل3). ويبلغ أقصى عمق لهذا الجزء الرئيسي 187.7 م (616 قدم) في حين أن متوسط العمق يصل حتى 32.2 م (106 قدم). وإلى الشرق، يوجد خليج ماكليود () وخليج كريستي () واللذان يسجلان مستويات أعمق، حيث بلغ أقصى عمق سجله خليج كريستي 614 م (2,014 قدم).

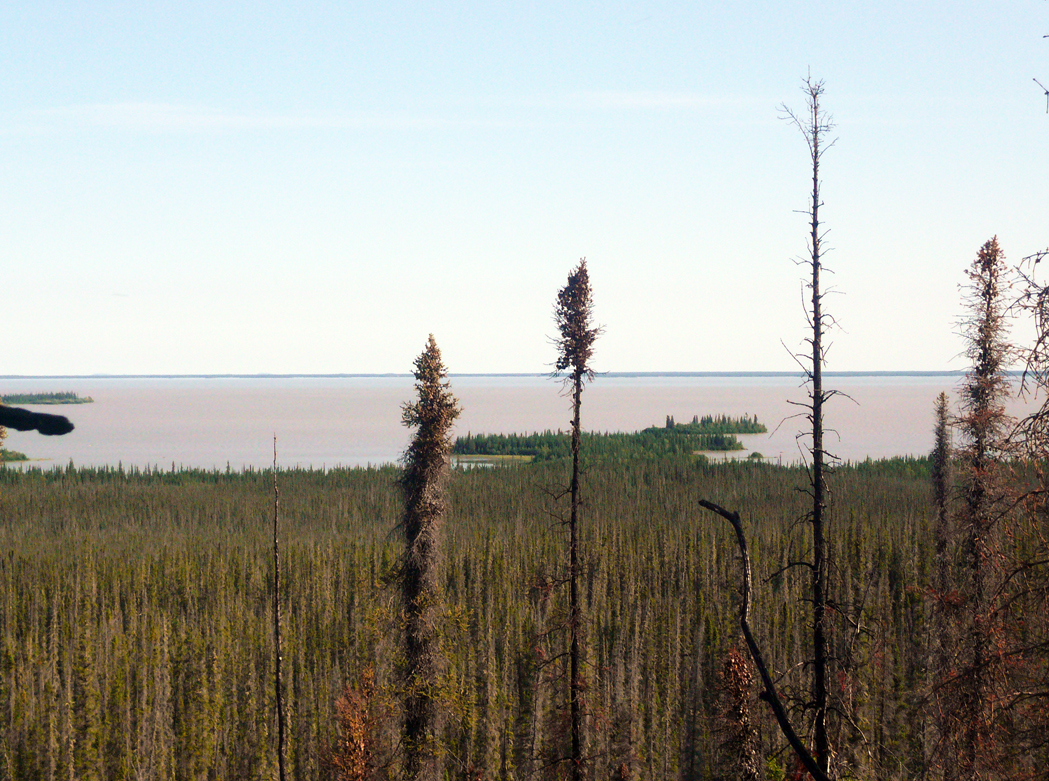
الخليج الشمالي، بحيرة جريت سليف

وعلى بعض السهول المحيطة بالبحيرة، تشكلت أراضٍ وصلت للذروة وهي مغايض في أراضي مضلعة، وهي المرحلة المبكرة المتعاقبة والتي تتألف عادة من أشجار التنوب الأسود.
وفي جنوب بحيرة جريت سليف، في زاوية نائية من حديقة جاموس الغابات الوطنية، تكمن مواقع أعشاش بقايا أسراب طائر الغرنوق النعاب، والذي تم اكتشافه عام 1954.

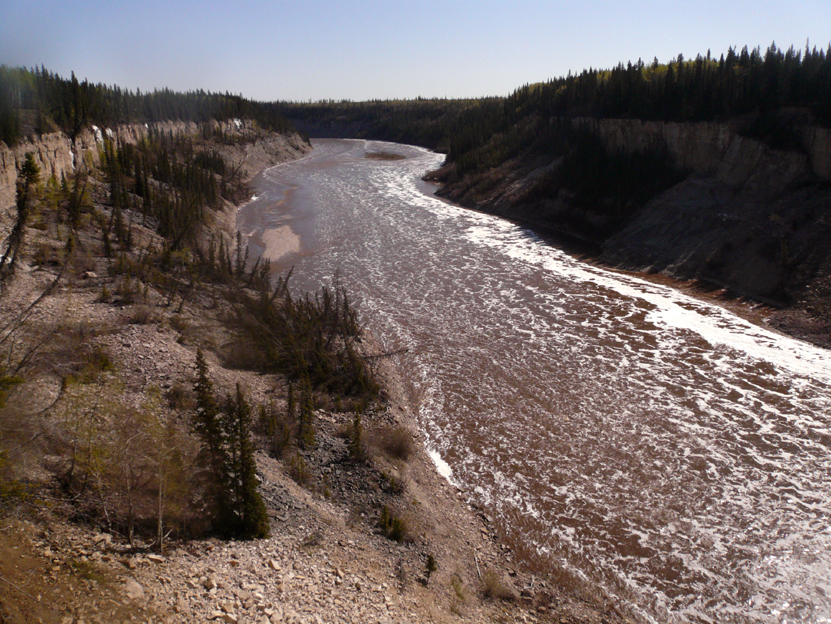
نهر هاي، أحد روافد بحيرة جريت سليف

## الطريق الجليدي
يوجد طريق جليدي واحد على بحيرة جريت سليف، وهو طريق ديتاه الجليدي. فيربط بين يلونايف، عاصمة الأقاليم الشمالية الغربية وديتاه، وموقعها الأقاليم الشمالية الغربية أيضًا.

## كتابات أخرى
- Canada. (1981). Sailing directions, Great Slave Lake and Mackenzie River. Ottawa: Dept. of Fisheries and Oceans. ISBN 0-660-11022-9-
- Gibson, J. J., Prowse, T. D., & Peters, D. L. (2006). "Partitioning impacts of climate and regulation on water level variability in Great Slave Lake." Journal of Hydrology. 329 (1), 196.
- Hicks, F., Chen, X., & Andres, D. (1995). "Effects of ice on the hydraulics of Mackenzie River at the outlet of Great Slave Lake, N.W.T.: A case study." Canadian Journal of Civil Engineering. Revue Canadienne De G̐ưenie Civil. 22 (1), 43.
- Kasten, H. (2004). The captain's course secrets of Great Slave Lake. Edmonton: H. Kasten. ISBN 0-9736641-0-X
- Jenness, R. (1963). Great Slave Lake fishing industry. Ottawa: Northern Co-ordination and Research Centre. Dept. of Northern Affairs and National Resources.
- Keleher, J. J. (1972). Supplementary information regarding exploitation of Great Slave Lake salmonid community. Winnipeg: Fisheries Research Board, Freshwater Institute.
- Mason, J. A. (1946). Notes on the Indians of the Great Slave Lake area. New Haven: Yale University Department of Anthropology, Yale University Press.
- Sirois, J., Fournier, M. A., & Kay, M. F. (1995). The colonial waterbirds of Great Slave Lake, Northwest Territories an annotated atlas. Ottawa, Ont: Canadian Wildlife Service. ISBN 0-662-23884-2

## وصلات خارجية
- Great Slave Lake pictures نسخة محفوظة 18 يوليو 2012 على موقع واي باك مشين. from Picsearch.com

قالب:Northwest Territories hydrography